# Dickey E-Racer
Dickey E-Racer, znan tudi kot Sierra Delta E-Racer je ameriško enomotorno doma zgrajeno športno letalo. Letalo je zasnovano na podlagi Rutana Long-EZ. E-Racer je nekonvencionalne konfiguracije v primerjavi s klasičnimi športnimi letalo:  na sprednjem delu ima kanarde, na koncih kril ima sorazmerno velike winglete in nima konvencionalnega repa. Propeler je nameščen v konfiguraciji potisnik. E-racer ima sorazmerno veliko potovalno hitrost za športna letala - 360 km/h.
Za sestavljanje naj bi bilo potrebnih okrog 2000 ur.

## Specifikacije (E-Racer Mark 1)
Podatki iz AeroCrafter, The Incomplete Guide to Airfoil Usage and KitPlanes
Splošne značilnosti
- Posadka: 1
- Število sedežev: 1 potnik
- Dolžina: 16 ft 9,6 in (5,121 m)
- Razpon kril: 26 ft 2,4 in (7,986 m)
- Višina: 7 ft 9,6 in (2,377 m)
- Površina kril: 94 sq ft (8,7 m2)
- Aeroprofil: koren: Roncz R1145MS; konec: Eppler 1230 mod
- Teža praznega letala: 1.100 lb (499 kg)
- Bruto teža: 1.800 lb (816 kg)
- Kapaciteta goriva: 46 U.S. gal (170 L; 38 imp gal)
- Pogon letala: 1 × Buick V-8, zračnohlajeni predelani avtomobilski motor, 240 hp (180 kW)
- Propelerji: št. lopatic: 2 wooden

Zmogljivost
- Maks. hitrost: 250 mph (402 km/h; 217 kn)
- Potovalna hitrost: 225 mph (196 kn; 362 km/h)
- Doseg: 1.000 mi (869 nmi; 1.609 km)
- Višina leta (servisna): 25.000 ft (7.620 m)
- Hitrost vzpenjanja: 2.500 ft/min (13 m/s)
- Obremenitev krila: 19,1 lb/sq ft (93 kg/m2)